# Cooks braamhaai
Cooks braamhaai (Echinorhinus cookei) is een vis uit de familie van stekelhaaien (Echinorhinidae) en behoort derhalve tot de orde van Echinorhiniformes.

## Kenmerken
Ze hebben een korte neus en stekelige platen op hun lijf. Op hun rug zitten twee zachte vinnen. De vis kan een lengte bereiken van 400 centimeter en een gewicht van meer dan 220 kg.

## Leefwijze
Het voedsel van deze grote trage haai bestaat voornamelijk uit kleinere haaien, draakvissen, beenvissen, inktvissen, maar ook eikapsels van andere haaien en roggen. Hij heeft een wijde keelholte en een kleine bek, waarmee een vacuüm-effect kan worden opgeroepen, waarmee prooien kunnen worden opgezogen. Deze haai is eierlevendbarend.

## Verspreiding en leefgebied
Deze zoutwatervis prefereert een subtropisch klimaat en leeft hoofdzakelijk op de zeebodem in de Grote Oceaan. De diepteverspreiding is 11 tot 1100 meter onder het wateroppervlak.

## Relatie tot de mens
De cooks braamhaai is voor de visserij van beperkt commercieel belang. In de hengelsport wordt er weinig op de vis gejaagd.
Braamhaai (Echinorhinus brucus) · Cooks braamhaai (Echinorhinus cookei)